# Alessandro Pronzato
Alessandro Pronzato (ur. 26 czerwca 1932 w Valmacca, zm. 25 września 2018 w Lugano) – włoski ksiądz katolicki, autor wielu książek poświęconych duchowości.

## Życiorys
Ukończył seminarium duchowne w Casale Monferrato. Święcenia kapłańskie przyjął 29 czerwca 1956. Pracował jako nauczyciel i dziennikarz, współpracował z Radiem Maria i Radiem Watykańskim oraz tygodnikiem diecezjalnym La Vita Casalese, w którym publikował artykuły sygnowane "dap". W 1964 z powodu choroby płuc musiał odbyć leczenie w sanatorium Pineta de Sortenna. Pozostał tam przez kolejne dwadzieścia lat, kierując miejscowym ośrodkiem rekolekcyjnym. Jako pisarz debiutował w 1965. Od grudnia 1986 mieszkał i pracował w diecezji Lugano, był kapelanem Casa Santa Maria w Savosie. 15 maja 2006 otrzymał tytuł kapelana jego Świątobliwości, a 18 września 2006 został inkardynowany do diecezji Lugano.
Opublikował ponad 120 książek, tłumaczonych na całym świecie. Najbardziej znaną były Niewygodne Ewangelie (wyd. 1965), które doczekało się ponad trzydziestu wydań i tłumaczeń na wiele języków. Książkę tę (oraz drugą  La nostra bocca si aprì al sorriso. Umorismo e fede (wyd. po polsku jako Humor i wiara. Anegdoty i historyjki) papież Franciszek podarował Fidelowi Castro podczas pielgrzymki na Kubę w 2015.

## Twórczość
- daty według wydań polskich:
- Rozważania na piasku (1986, 1989, 2004)
- Niewygodne Ewangelie (1990, 1994, 2003)
- Była tam Matka Jezusa. W Kanie z Maryją, by odkryć to, czego nam brakuje (1996)
- Ojcze nasz. Modlitwa dzieci Bożych (1999)
- Różaniec. Rozważania (2001)
- Chleb na niedzielę. Komentarz do Ewangelii. Rok B (2002, 2005)
- Ojciec Pio z Pietrelciny. Tajemnica bolesna (2002)
- Siewca. Przypowieść o "dobrym początku" (2002)
- Zdrowaś Maryjo. Modlitwa wszystkich (2002)
- W ramionach Ojca (2002, 2004)
- Chleb na niedzielę. Komentarz do Ewangelii. Rok C (2003)
- Modlić się. Gdzie, jak, kiedy, dlaczego (2003)
- Ojciec Pio z Pietrelciny. Tajemnica chwalebna (2003)
- Przypowieści Jezusa Cz. 1-2 (2003–2004, 2006 (tylko cz. 1))
- Śladami Samarytanina. Pielgrzymka do sanktuarium człowieka (2003, wyd. drugie jako Śladami Samarytanina. Droga miłosierdza 2016)
- Chleb na niedzielę. Komentarz do Ewangelii. Rok A (2004, 2005)
- Powrót do Dekalogu, t. 1-2 (2004)
- Wierzyć, kochać, żyć nadzieją dzień za dniem (2004)
- Będziecie moimi świadkami. Chrześcijanin misjonarzem dzisiaj (2005)
- Droga Krzyżowa nadziei. Trzy schematy (2005)
- Kobiety, które spotkały Jezusa (2005)
- ...Módl się za nami! Litania loretańska - rozważania (2005)
- Oto Słowo Boże!. Komentarz do trzech czytań niedzielnych - rok B (2005)
- Starość czasem nadziei (2005)
- Tysiąc jeden powodów aby żyć. Odkrycia, doświadczenia, wydarzenia pomagające ukochać życie (2005)
- Ziarno pustyni. Karol de Foucauld. Cz. 1-2 (2005−2006)
- Humor i wiara. Anegdoty i historyjki (2006)
- Moje powołanie nomady. Autobiografia (2006)
- Oto Słowo Boże!. Komentarz do trzech czytań niedzielnych - rok c (2006)
- Światło na każdy dzień. Rozważania na cały rok (2006)
- W poszukiwaniu zaginionych cnót Cz. 1-2 (2006–2007)
- Jeremiasz. Człowiek "zawłaszczony" przez Słowo. Księga Jeremiasza (2007) – w serii Zeszyty Formacji Duchowej
- Oto Słowo Boże!. Komentarz do trzech czytań niedzielnych - rok A (2007)
- Spotkać Jezusa i zmienić wszystko (2009)
- Od apatii do pasji duchowej. Duchowość na nasze czasy (2010) – w serii Biblioteka Centrum Formacji Duchowej. Szkoła Duchowości Ojca Jordana
- Święte pawie i baranki Boże. Folwark ewangeliczny (2011)
- Kiedy kwitną ciernie. Profil biograficzny błogosławionej M. Józefiny od Jezusa Ukrzyżowanego karmelitanki bosej (2012)
- Spotkania z Jezusem w Ewangelii św. Jana (2012) – w serii Zeszyty Formacji Duchowej
- Nie możesz spocząć. Ojciec Jordan. Ten, który przejął ogień i rozpalił serca milionów (2013)
- Prorok, który nie zgadzał się z Bogiem. Księga Jonasza (2014) – w serii Zeszyty Formacji Duchowej
- Radość na każdy dzień (2016)